# لاسعات
اللاسعات (الاسم العلمي: Cnidaria) هي شعبة من الحيوانات من البعديات الحقيقية. تحوي قرابة 10000 نوع من الحيوانات البسيطة التركيب نسبيا توجد غالبا في بيئات مائية، بحرية غالبا. أخذت اسمها من الخلايا اللاسعة وهي عبارة عن خلايا متمايزة تحمل عضيات لاسعة stinging organelle.
المرجانيات وهي أهم بناة الأرصفة البحرية تنتمي لهذه الشعبة، وكذلك شقائق نعمان البحر المشهورة، قنديل البحر ، أقلام البحر، ثالوث البحر ،دبور البحر.
بداية أطلق على هذه المجموعة أسماء مثل الجوفمعويات ولكن هذه الأسماء كانت تتضمن المشطيات (الهلاميات المشطية), لذلك تم إهمالها. توجد اللاسعات بشكل كبير ضمن السجل الأحفوري (المستحاثات)، وهي تظهر بداية في العهد قبل الكامبري.

## التصنيف
شعبة: اللاسعات  Cnidaria
- - صف: Cyclozoa †
- تحت شعبة: زهريات شعاعية
  - صف: زهريات شعاعية
    - تحت صف: حيوانات زهرية
      - رتبة: Kilbuchophyllida †
      - رتبة: يسريات
      - رتبة: شقائق أسطوانية وأشباهها
      - رتبة: حيوانات زهرية
      - رتبة: Ptychodactiaria
      - رتبة: شقائق نعمان البحر
      - رتبة: Cothoniida †
      - رتبة: الصفائحيات †
      - رتبة: Heliolitida †
      - رتبة: مرجانيات مجعدة †
      - رتبة: Heterocorallida †
      - رتبة: مرجانيات صلبة
      - رتبة: Corallimorpharia
      - رتبة: مرجانيات صلبة

    - تحت صف: ذات الوامس الريشية
      - رتبة: حلزونيات المسام
      - رتبة: Stolonifera
      - رتبة: مرجانيات رخوة
      - رتبة: المرجان المروحي
      - رتبة: أقلام البحر
- تحت شعبة: Medusozoa
  - صف: Polypodiozoa
  - صف: أبابيات
    -       - رتبة: لاغمديات
      - رتبة: سحاريات
      - رتبة: Leptothecatae
      - رتبة: Limnomedusae
      - رتبة: Trachylina

  - صف: قنديل البحر
    -       - رتبة: Conchopeltida †

    - تحت صف: Corumbellata †
    - تحت صف: ميدوزات فنجانية
      - رتبة: قنديل أعماق البحار
      - رتبة: Semaeostomeae
      - رتبة: جذفميات

  - صف: Staurozoa
    -       - رتبة: Stauromedusae
      - رتبة: Conulatae †

  - صف: مكعبيات
    -       - رتبة: حيوانات مكعبة
- شعيبة المواخط (الاسم العلمي:Myxozoa)

## نبذة عنها
خصائص اللاسعات
1)تحتوي اجسامها علي خلايا لاسعة
2)تتكون اجسامها من طبقتين خلويتين الخارجية تسمي الاكتوديرم والداخلية تسمي الاندوديرم بينهما مادة هلامية
3)تحتوي اجسامها علي تجويف راسي واحد هو الجوفمعي ولذلك سميت قديما بالجوفمعيات
تصنيفها اللاسعات
1)طائفة الفنجانيات
هي حيوانات بحرية ومن امثلتها قناديل البحر والأوريليا
2)طائفة الشعاعيات
هي حيوانات بحرية ومن امثلتها شقائق النعمان والشعب المرجانية
3)طائفة الهيدريات
حيوانات تعيش في البحار والمياة العذبة ومن امثلتها الهيدرا والاوبليا
مثاله الرئيسي هيدرا الماء العذب
الهيدرا حيوان صغير يتراوح طوله 4-10ملم ويعيش غالبا مثبتا بالصخور أو السطح السفلي لاوراق النباتات المائية
عدد لوامس الهيدرا من 6-8 لوامس
وقد تكون الخصي والمبايض موجودة معا علي حيوان واحد فيكون وهو ثنائي الجنس
أو قد توجد الخصي علي حيوان والمبايض علي اخر فيكون احادي الجنس
اهمية اللاسعات
1)تساعد اللاسعات علي تنظيف قاع المحيطات
2)حفريات الشعب المرجانية توفر دلائل للجيولوجيين علي أماكن تخزين الزيت(النفط)
3)بعض الشعب المرجانية تفرز سموم تؤثر علي الأعصاب وتساعد هذه السموم العلماء في الأبحاث الخاصة بالأجهزة العصبية وعملها
4)توفر الشعب المرجانية الحماية لبعض الأسماك(علاقة تقايض)